# Armata Britanică
Armata Britanică (în engleză The British Army) este ramura forțelor armate terestre ale Forțelor Armate ale Majestății Sale din Regatul Unit (în engleză Her Majesty's Armed Forces in the United Kingdom ). Acesta a luat ființă odată cu unificarea Regatelor Anglia și Scoția în Regatul Marii Britanii în 1707. Noua armată britanică a încorporat regimentele care existau deja în Anglia și Scoția și a fost administrată de Oficiul pentru război (în engleză War Office) din Londra. Apoi a fost administrată de Ministerul Apărării din anul 1963. În acest moment comandantul este Sir David Richards. 

Steagul Armatei Britanice

Armata Britanică, cu un total de 150.240 soldați în noiembrie 2009, este a doua ca mărime în Uniunea Europeană, după Armata Franceză.

## Armata azi

### Statistici

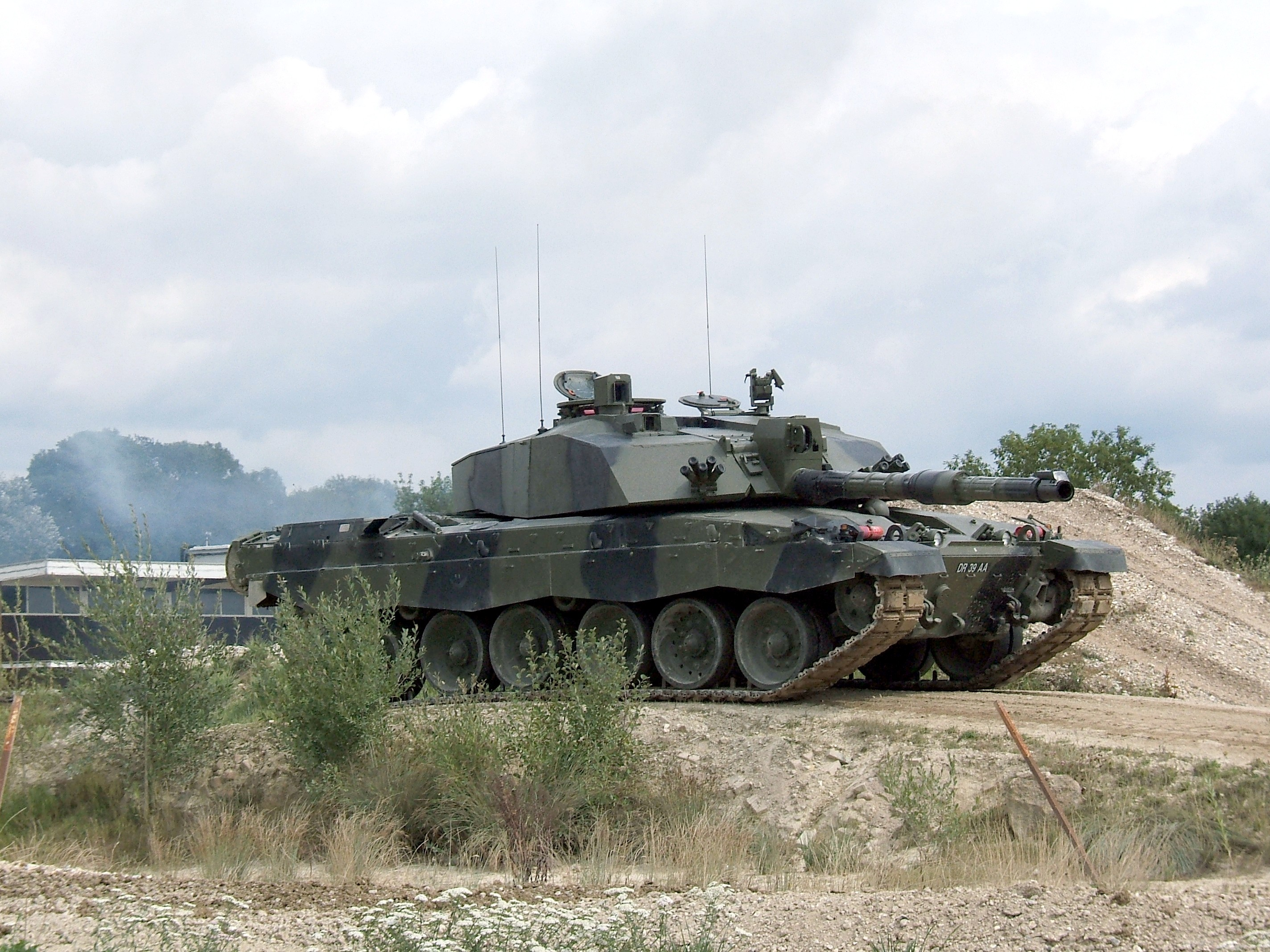
Tancul principal de luptă Challenger 2.

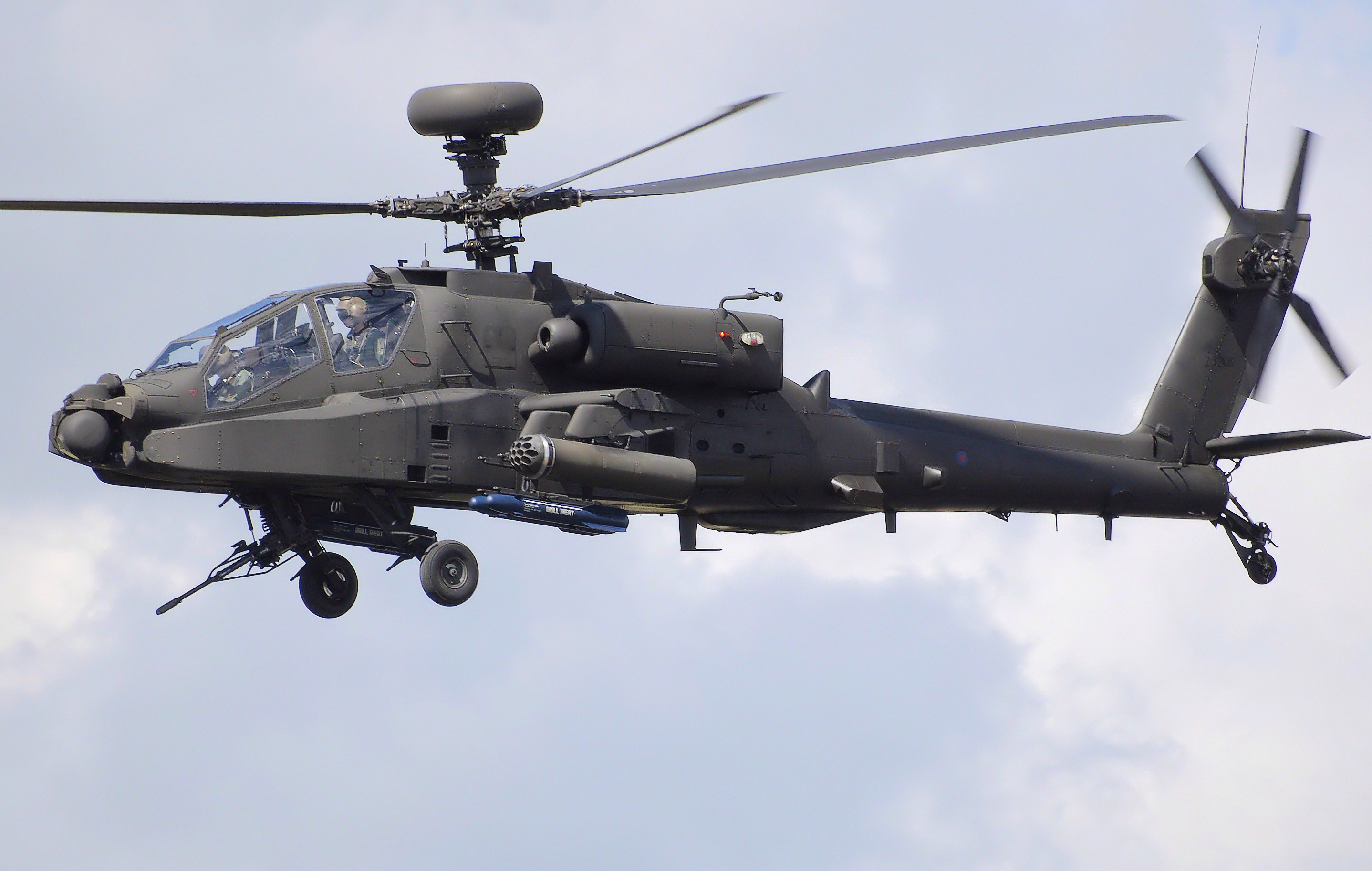
Elicopter de atac Westland WAH-64 Apache.

| Statistici Armata Britanică           |                                        |
| Personal (Armata Regulată)            | 114,260 (of which 101,190 are trained) |
| Personal                              | 35.500                                 |
| Tancuri                               | 446 Challenger 2                       |
| Tancuri ușoare                        | 325 FV107 Scimitar                     |
| Vehicule de luptă pentru infanterie   | 789 Warrior. 305 Tempest MPV           |
| APC și CVR(T)                         | 3.230–4.000+                           |
| Land Rover Wolf                       | 15.000                                 |
| Vehicule pentru orice teren Pinzgauer | 2.000                                  |
| Camioane Bedford                      | 2.300                                  |
| Piese de artillerie                   | 2.896                                  |
| Apărare Antiaeriană                   | 337                                    |
| Avioane britanice                     | 300+                                   |